# The Power and the Glory (album de Gentle Giant)
Pour les articles homonymes, voir The Power and the Glory.
Albums de Gentle Giant
In a Glass House
(1973) Free Hand
(1975)
The Power and the Glory est un album concept du groupe Gentle Giant. Il s'agit de leur 6e album studio. Le concept raconte l'histoire d'un individu déterminé à utiliser le pouvoir de la politique pour faire le bien. Il finit par abuser de ce pouvoir que lui offre sa position d'élu, comme tous ceux qui l'ont précédé avant lui, devenant ultimement ce contre quoi il avait toujours lutté. 

## Historique
Aux USA et au Canada, l'album fut distribué par les Disques Capitol, jusqu'à leur dernier Civilian. Lors d'une entrevue réalisée en 2010, Derek Shulman a déclaré que le groupe travaillait à développer un dessin animé basé, à la fois sur les thèmes, les personnages ainsi que les chansons de l'album. Ce film devint éventuellement disponible sur la version Blu-Ray de l'album de 2014, qui propose aussi un son "surround" en Stéréo et en 5.1, le tout remixé par Steven Wilson. Cette nouvelle édition de l'album est distribuée par Alucard, la compagnie qui gère tout le matériel de Gentle Giant.  

## Liste des titres
- Toutes les compositions de Kerry Minnear, Derek et Ray Shulman, sauf Aspirations de Ray Shulman et K. Minnear. 
1. Proclamation - 6:48
2. So Sincere - 3:52
3. Aspirations - 4:41
4. Playing the Game - 6:46
5. Cogs in Cogs - 3:08
6. No God's a Man - 4:28
7. The Face - 4:12
8. Valedictory - 3:21

### Seulement sur l'édition du35eanniversaire
1. Proclamation (live)
2. The Power and the Glory - 2:53 - (Pièce bonus inédite disponible sur certaines copies de la nouvelle version uniquement)

## Musiciens
- Derek Shulman - Chant (1, 2, 4-8), saxophone ténor (2)
- Gary Green - Guitare électrique (1, 2, 4-8), guitare acoustique (3, 4, 6), chant (1, 6, 8)
- Ray Shulman - Basse, violon (2, 4, 7), violon électrique (7), guitare acoustique (6), chant (1, 6, 8)
- Kerry Minnear - Orgue Hammond (1, 2, 4-8), piano (1, 2, 5, 6, 7), piano électrique (1, 3, 4), clavinet (2, 4, 6, 7), Mini Moog (2, 4, 5, 8), Mellotron (4), Marimba (4), Vibraphone (6), violoncelle (2), chant (2-4)
- John Weathers - Batterie, tambourin (2, 5, 7), cloche à traîneau (6), cymbales (1)